# 1972年のアメリカンリーグチャンピオンシップシリーズ
1972年の野球において、メジャーリーグベースボール（MLB）のポストシーズンは10月7日に開幕した。アメリカンリーグの第4回リーグチャンピオンシップシリーズ（英語: 4th American League Championship Series、以下「リーグ優勝決定戦」と表記）は、同日から12日にかけて計5試合が開催された。その結果、オークランド・アスレチックス（西地区）がデトロイト・タイガース（東地区）を3勝2敗で下し、41年ぶり10回目のリーグ優勝および9回目のワールドシリーズ進出を果たした。アスレチックスは、1931年の前回リーグ優勝時はペンシルベニア州フィラデルフィアを本拠地としていたため、カリフォルニア州オークランドへ移転してからはこれが5年目での初優勝である。
レギュラーシーズンでは両球団は12試合対戦し、アスレチックスが8勝4敗と勝ち越していた。今シリーズの第2戦では、7回裏にアスレチックスの先頭打者バート・キャンパネリスがタイガースの救援投手レリン・ラグローから死球を受けて激昂、ラグローへ向けてバットを投げつける事件が発生した。両者は直ちに退場させられ、さらにキャンパネリスには今シリーズ残り試合と翌1973年シーズン開幕から7試合の出場停止、罰金500ドルの処分が下された。このあとアスレチックスは、ワールドシリーズでもナショナルリーグ王者シンシナティ・レッズを4勝3敗で下し、42年ぶり6度目の優勝を成し遂げた。

## 試合結果
1972年のアメリカンリーグ優勝決定戦は10月7日に開幕し、途中に移動日を挟んで6日間で5試合が行われた。日程・結果は以下の通り。
| 日付                                                          | 試合  | ビジター球団（先攻）         | スコア | ホーム球団（後攻）           | 開催球場                                        | 開催球場                                                                 |
| ------------------------------------------------------------- | ----- | ---------------------------- | ------ | ---------------------------- | ----------------------------------------------- | ------------------------------------------------------------------------ |
| 10月07日（土）                                                | 第1戦 | デトロイト・タイガース       | 2－3x  | オークランド・アスレチックス | オークランド・アラメダ・ カウンティ・コロシアム | オークランド・アラメダ・ · カウンティ・コロシアムタイガー・ · スタジアム |
| 10月08日（日）                                                | 第2戦 | デトロイト・タイガース       | 0－5   | オークランド・アスレチックス | オークランド・アラメダ・ カウンティ・コロシアム | オークランド・アラメダ・ · カウンティ・コロシアムタイガー・ · スタジアム |
| 10月09日（月）                                                |       | 移動日                       | 移動日 | 移動日                       |                                                 | オークランド・アラメダ・ · カウンティ・コロシアムタイガー・ · スタジアム |
| 10月10日（火）                                                | 第3戦 | オークランド・アスレチックス | 0－3   | デトロイト・タイガース       | タイガー・スタジアム                            | オークランド・アラメダ・ · カウンティ・コロシアムタイガー・ · スタジアム |
| 10月11日（水）                                                | 第4戦 | オークランド・アスレチックス | 3－4x  | デトロイト・タイガース       | タイガー・スタジアム                            | オークランド・アラメダ・ · カウンティ・コロシアムタイガー・ · スタジアム |
| 10月12日（木）                                                | 第5戦 | オークランド・アスレチックス | 2－1   | デトロイト・タイガース       | タイガー・スタジアム                            | オークランド・アラメダ・ · カウンティ・コロシアムタイガー・ · スタジアム |
| 優勝：オークランド・アスレチックス（3勝2敗 / 41年ぶり10度目） |       |                              |        |                              |                                                 | オークランド・アラメダ・ · カウンティ・コロシアムタイガー・ · スタジアム |

### 第1戦 10月7日
- オークランド・アラメダ・カウンティ・コロシアム（カリフォルニア州オークランド）

|                              | 1 | 2 | 3 | 4 | 5 | 6 | 7 | 8 | 9 | 10 | 11 | R | H  | E |
| ---------------------------- | - | - | - | - | - | - | - | - | - | -- | -- | - | -- | - |
| デトロイト・タイガース       | 0 | 1 | 0 | 0 | 0 | 0 | 0 | 0 | 0 | 0  | 1  | 2 | 6  | 2 |
| オークランド・アスレチックス | 0 | 0 | 1 | 0 | 0 | 0 | 0 | 0 | 0 | 0  | 2x | 3 | 10 | 1 |

1. 勝利：ローリー・フィンガーズ（1勝）
2. 敗戦：ミッキー・ロリッチ（1敗）
3. 本塁打
DET：ノーム・キャッシュ1号ソロ、アル・ケーライン1号ソロ
4. 審判
［球審］レッド・フラハーティ
［塁審］一塁: ネスター・チャイラク、二塁: ジョン・ライス、三塁: ドン・デンキンガー
［外審］左翼: ラリー・バーネット、右翼: アート・フランツ
5. 昼間試合  試合時間: 3時間0分  観客: 2万9566人
詳細: MLB.com Gameday / Baseball-Reference.com

| デトロイト・タイガース | デトロイト・タイガース | デトロイト・タイガース | デトロイト・タイガース | デトロイト・タイガース                                                                                            | オークランド・アスレチックス | オークランド・アスレチックス | オークランド・アスレチックス | オークランド・アスレチックス | オークランド・アスレチックス                                                                                 |
| ---------------------- | ---------------------- | ---------------------- | ---------------------- | --- | ---------------------------- | ---------------------------- | ---------------------------- | ---------------------------- | --- |
| 打順                   | 守備                   | 選手                   | 打席                   | M・ロリッチD・シムズN・キャッシュD・マコーリフA・ロドリゲスE・ブリンクマンW・ホートンJ・ノースラップA・ケーライン | 打順                         | 守備                         | 選手                         | 打席                         | C・ハンターG・テナスM・エプ · スタインD・グリーンS・バンドーB・キャンパネリスJ・ルディR・ジャクソンM・アルー |
| 1                      | 二                     | D・マコーリフ          | 左                     | M・ロリッチD・シムズN・キャッシュD・マコーリフA・ロドリゲスE・ブリンクマンW・ホートンJ・ノースラップA・ケーライン | 1                            | 遊                           | B・キャンパネリス            | 右                           | C・ハンターG・テナスM・エプ · スタインD・グリーンS・バンドーB・キャンパネリスJ・ルディR・ジャクソンM・アルー |
| 2                      | 右                     | A・ケーライン          | 右                     | M・ロリッチD・シムズN・キャッシュD・マコーリフA・ロドリゲスE・ブリンクマンW・ホートンJ・ノースラップA・ケーライン | 2                            | 右                           | M・アルー                    | 左                           | C・ハンターG・テナスM・エプ · スタインD・グリーンS・バンドーB・キャンパネリスJ・ルディR・ジャクソンM・アルー |
| 3                      | 捕                     | D・シムズ              | 左                     | M・ロリッチD・シムズN・キャッシュD・マコーリフA・ロドリゲスE・ブリンクマンW・ホートンJ・ノースラップA・ケーライン | 3                            | 左                           | J・ルディ                    | 右                           | C・ハンターG・テナスM・エプ · スタインD・グリーンS・バンドーB・キャンパネリスJ・ルディR・ジャクソンM・アルー |
| 4                      | 一                     | N・キャッシュ          | 左                     | M・ロリッチD・シムズN・キャッシュD・マコーリフA・ロドリゲスE・ブリンクマンW・ホートンJ・ノースラップA・ケーライン | 4                            | 中                           | R・ジャクソン                | 左                           | C・ハンターG・テナスM・エプ · スタインD・グリーンS・バンドーB・キャンパネリスJ・ルディR・ジャクソンM・アルー |
| 5                      | 左                     | W・ホートン            | 右                     | M・ロリッチD・シムズN・キャッシュD・マコーリフA・ロドリゲスE・ブリンクマンW・ホートンJ・ノースラップA・ケーライン | 5                            | 三                           | S・バンドー                  | 右                           | C・ハンターG・テナスM・エプ · スタインD・グリーンS・バンドーB・キャンパネリスJ・ルディR・ジャクソンM・アルー |
| 6                      | 中                     | J・ノースラップ        | 左                     | M・ロリッチD・シムズN・キャッシュD・マコーリフA・ロドリゲスE・ブリンクマンW・ホートンJ・ノースラップA・ケーライン | 6                            | 一                           | M・エプスタイン              | 左                           | C・ハンターG・テナスM・エプ · スタインD・グリーンS・バンドーB・キャンパネリスJ・ルディR・ジャクソンM・アルー |
| 7                      | 三                     | A・ロドリゲス          | 右                     | M・ロリッチD・シムズN・キャッシュD・マコーリフA・ロドリゲスE・ブリンクマンW・ホートンJ・ノースラップA・ケーライン | 7                            | 捕                           | G・テナス                    | 右                           | C・ハンターG・テナスM・エプ · スタインD・グリーンS・バンドーB・キャンパネリスJ・ルディR・ジャクソンM・アルー |
| 8                      | 遊                     | E・ブリンクマン        | 右                     | M・ロリッチD・シムズN・キャッシュD・マコーリフA・ロドリゲスE・ブリンクマンW・ホートンJ・ノースラップA・ケーライン | 8                            | 二                           | D・グリーン                  | 右                           | C・ハンターG・テナスM・エプ · スタインD・グリーンS・バンドーB・キャンパネリスJ・ルディR・ジャクソンM・アルー |
| 9                      | 投                     | M・ロリッチ            | 両                     | M・ロリッチD・シムズN・キャッシュD・マコーリフA・ロドリゲスE・ブリンクマンW・ホートンJ・ノースラップA・ケーライン | 9                            | 投                           | C・ハンター                  | 右                           | C・ハンターG・テナスM・エプ · スタインD・グリーンS・バンドーB・キャンパネリスJ・ルディR・ジャクソンM・アルー |
| 先発投手               | 先発投手               | 先発投手               | 投球                   | M・ロリッチD・シムズN・キャッシュD・マコーリフA・ロドリゲスE・ブリンクマンW・ホートンJ・ノースラップA・ケーライン | 先発投手                     | 先発投手                     | 先発投手                     | 投球                         | C・ハンターG・テナスM・エプ · スタインD・グリーンS・バンドーB・キャンパネリスJ・ルディR・ジャクソンM・アルー |
| M・ロリッチ            | M・ロリッチ            | M・ロリッチ            | 左                     | M・ロリッチD・シムズN・キャッシュD・マコーリフA・ロドリゲスE・ブリンクマンW・ホートンJ・ノースラップA・ケーライン | C・ハンター                  | C・ハンター                  | C・ハンター                  | 右                           | C・ハンターG・テナスM・エプ · スタインD・グリーンS・バンドーB・キャンパネリスJ・ルディR・ジャクソンM・アルー |

### 第2戦 10月8日
- オークランド・アラメダ・カウンティ・コロシアム（カリフォルニア州オークランド）

|                              | 1 | 2 | 3 | 4 | 5 | 6 | 7 | 8 | 9 | R | H | E |
| ---------------------------- | - | - | - | - | - | - | - | - | - | - | - | - |
| デトロイト・タイガース       | 0 | 0 | 0 | 0 | 0 | 0 | 0 | 0 | 0 | 0 | 3 | 1 |
| オークランド・アスレチックス | 1 | 0 | 0 | 0 | 4 | 0 | 0 | 0 | X | 5 | 8 | 0 |

1. 勝利：ブルームーン・オドム（1勝）
2. 敗戦：ウッディ・フライマン（1敗）
3. 審判
［球審］ネスター・チャイラク
［塁審］一塁: ジョン・ライス、二塁: アート・フランツ、三塁: ラリー・バーネット
［外審］左翼: ドン・デンキンガー、右翼: レッド・フラハーティ
4. 昼間試合  試合時間: 2時間37分  観客: 3万1068人
詳細: MLB.com Gameday / Baseball-Reference.com

| デトロイト・タイガース | デトロイト・タイガース | デトロイト・タイガース | デトロイト・タイガース | デトロイト・タイガース                                                                                          | オークランド・アスレチックス | オークランド・アスレチックス | オークランド・アスレチックス | オークランド・アスレチックス | オークランド・アスレチックス                                                                               |
| ---------------------- | ---------------------- | ---------------------- | ---------------------- | --- | ---------------------------- | ---------------------------- | ---------------------------- | ---------------------------- | --- |
| 打順                   | 守備                   | 選手                   | 打席                   | W・フライマンD・シムズN・キャッシュT・テイラーA・ロドリゲスD・マコーリフW・ホートンJ・ノースラップA・ケーライン | 打順                         | 守備                         | 選手                         | 打席                         | B・オドムG・テナスM・エプ · スタインD・グリーンS・バンドーB・キャンパネリスJ・ルディR・ジャクソンM・アルー |
| 1                      | 遊                     | D・マコーリフ          | 左                     | W・フライマンD・シムズN・キャッシュT・テイラーA・ロドリゲスD・マコーリフW・ホートンJ・ノースラップA・ケーライン | 1                            | 遊                           | B・キャンパネリス            | 右                           | B・オドムG・テナスM・エプ · スタインD・グリーンS・バンドーB・キャンパネリスJ・ルディR・ジャクソンM・アルー |
| 2                      | 右                     | A・ケーライン          | 右                     | W・フライマンD・シムズN・キャッシュT・テイラーA・ロドリゲスD・マコーリフW・ホートンJ・ノースラップA・ケーライン | 2                            | 右                           | M・アルー                    | 左                           | B・オドムG・テナスM・エプ · スタインD・グリーンS・バンドーB・キャンパネリスJ・ルディR・ジャクソンM・アルー |
| 3                      | 捕                     | D・シムズ              | 左                     | W・フライマンD・シムズN・キャッシュT・テイラーA・ロドリゲスD・マコーリフW・ホートンJ・ノースラップA・ケーライン | 3                            | 左                           | J・ルディ                    | 右                           | B・オドムG・テナスM・エプ · スタインD・グリーンS・バンドーB・キャンパネリスJ・ルディR・ジャクソンM・アルー |
| 4                      | 一                     | N・キャッシュ          | 左                     | W・フライマンD・シムズN・キャッシュT・テイラーA・ロドリゲスD・マコーリフW・ホートンJ・ノースラップA・ケーライン | 4                            | 中                           | R・ジャクソン                | 左                           | B・オドムG・テナスM・エプ · スタインD・グリーンS・バンドーB・キャンパネリスJ・ルディR・ジャクソンM・アルー |
| 5                      | 左                     | W・ホートン            | 右                     | W・フライマンD・シムズN・キャッシュT・テイラーA・ロドリゲスD・マコーリフW・ホートンJ・ノースラップA・ケーライン | 5                            | 三                           | S・バンドー                  | 右                           | B・オドムG・テナスM・エプ · スタインD・グリーンS・バンドーB・キャンパネリスJ・ルディR・ジャクソンM・アルー |
| 6                      | 中                     | J・ノースラップ        | 左                     | W・フライマンD・シムズN・キャッシュT・テイラーA・ロドリゲスD・マコーリフW・ホートンJ・ノースラップA・ケーライン | 6                            | 一                           | M・エプスタイン              | 左                           | B・オドムG・テナスM・エプ · スタインD・グリーンS・バンドーB・キャンパネリスJ・ルディR・ジャクソンM・アルー |
| 7                      | 二                     | T・テイラー            | 右                     | W・フライマンD・シムズN・キャッシュT・テイラーA・ロドリゲスD・マコーリフW・ホートンJ・ノースラップA・ケーライン | 7                            | 捕                           | G・テナス                    | 右                           | B・オドムG・テナスM・エプ · スタインD・グリーンS・バンドーB・キャンパネリスJ・ルディR・ジャクソンM・アルー |
| 8                      | 三                     | A・ロドリゲス          | 右                     | W・フライマンD・シムズN・キャッシュT・テイラーA・ロドリゲスD・マコーリフW・ホートンJ・ノースラップA・ケーライン | 8                            | 二                           | D・グリーン                  | 右                           | B・オドムG・テナスM・エプ · スタインD・グリーンS・バンドーB・キャンパネリスJ・ルディR・ジャクソンM・アルー |
| 9                      | 投                     | W・フライマン          | 右                     | W・フライマンD・シムズN・キャッシュT・テイラーA・ロドリゲスD・マコーリフW・ホートンJ・ノースラップA・ケーライン | 9                            | 投                           | B・オドム                    | 右                           | B・オドムG・テナスM・エプ · スタインD・グリーンS・バンドーB・キャンパネリスJ・ルディR・ジャクソンM・アルー |
| 先発投手               | 先発投手               | 先発投手               | 投球                   | W・フライマンD・シムズN・キャッシュT・テイラーA・ロドリゲスD・マコーリフW・ホートンJ・ノースラップA・ケーライン | 先発投手                     | 先発投手                     | 先発投手                     | 投球                         | B・オドムG・テナスM・エプ · スタインD・グリーンS・バンドーB・キャンパネリスJ・ルディR・ジャクソンM・アルー |
| W・フライマン          | W・フライマン          | W・フライマン          | 左                     | W・フライマンD・シムズN・キャッシュT・テイラーA・ロドリゲスD・マコーリフW・ホートンJ・ノースラップA・ケーライン | B・オドム                    | B・オドム                    | B・オドム                    | 右                           | B・オドムG・テナスM・エプ · スタインD・グリーンS・バンドーB・キャンパネリスJ・ルディR・ジャクソンM・アルー |

### 第3戦 10月10日
- タイガー・スタジアム（ミシガン州デトロイト）

|                              | 1 | 2 | 3 | 4 | 5 | 6 | 7 | 8 | 9 | R | H | E |
| ---------------------------- | - | - | - | - | - | - | - | - | - | - | - | - |
| オークランド・アスレチックス | 0 | 0 | 0 | 0 | 0 | 0 | 0 | 0 | 0 | 0 | 7 | 0 |
| デトロイト・タイガース       | 0 | 0 | 0 | 2 | 0 | 0 | 0 | 1 | X | 3 | 8 | 1 |

1. 勝利：ジョー・コールマン（勝）
2. 敗戦：ケン・ホルツマン（1敗）
3. 本塁打
DET：ビル・フリーハン1号ソロ
4. 審判
［球審］ジョン・ライス
［塁審］一塁: ドン・デンキンガー、二塁: ネスター・チャイラク、三塁: アート・フランツ
［外審］左翼: レッド・フラハーティ、右翼: ラリー・バーネット
5. 昼間試合  試合時間: 2時間27分  観客: 4万1156人
詳細: MLB.com Gameday / Baseball-Reference.com

| オークランド・アスレチックス | オークランド・アスレチックス | オークランド・アスレチックス | オークランド・アスレチックス | オークランド・アスレチックス                                                                                 | デトロイト・タイガース | デトロイト・タイガース | デトロイト・タイガース | デトロイト・タイガース | デトロイト・タイガース                                                                                          |
| ---------------------------- | ---------------------------- | ---------------------------- | ---------------------------- | --- | ---------------------- | ---------------------- | ---------------------- | ---------------------- | --- |
| 打順                         | 守備                         | 選手                         | 打席                         | K・ホルツマンG・テナスM・エプ · スタインD・グリーンS・バンドーD・マックスビルJ・ルディR・ジャクソンM・アルー | 打順                   | 守備                   | 選手                   | 打席                   | J・コールマンB・フリーハンI・ブラウンT・テイラーA・ロドリゲスD・マコーリフW・ホートンM・スタンリーA・ケーライン |
| 1                            | 右                           | M・アルー                    | 左                           | K・ホルツマンG・テナスM・エプ · スタインD・グリーンS・バンドーD・マックスビルJ・ルディR・ジャクソンM・アルー | 1                      | 二                     | T・テイラー            | 右                     | J・コールマンB・フリーハンI・ブラウンT・テイラーA・ロドリゲスD・マコーリフW・ホートンM・スタンリーA・ケーライン |
| 2                            | 遊                           | D・マックスビル              | 右                           | K・ホルツマンG・テナスM・エプ · スタインD・グリーンS・バンドーD・マックスビルJ・ルディR・ジャクソンM・アルー | 2                      | 三                     | A・ロドリゲス          | 右                     | J・コールマンB・フリーハンI・ブラウンT・テイラーA・ロドリゲスD・マコーリフW・ホートンM・スタンリーA・ケーライン |
| 3                            | 左                           | J・ルディ                    | 右                           | K・ホルツマンG・テナスM・エプ · スタインD・グリーンS・バンドーD・マックスビルJ・ルディR・ジャクソンM・アルー | 3                      | 右                     | A・ケーライン          | 右                     | J・コールマンB・フリーハンI・ブラウンT・テイラーA・ロドリゲスD・マコーリフW・ホートンM・スタンリーA・ケーライン |
| 4                            | 中                           | R・ジャクソン                | 左                           | K・ホルツマンG・テナスM・エプ · スタインD・グリーンS・バンドーD・マックスビルJ・ルディR・ジャクソンM・アルー | 4                      | 捕                     | B・フリーハン          | 右                     | J・コールマンB・フリーハンI・ブラウンT・テイラーA・ロドリゲスD・マコーリフW・ホートンM・スタンリーA・ケーライン |
| 5                            | 一                           | M・エプスタイン              | 左                           | K・ホルツマンG・テナスM・エプ · スタインD・グリーンS・バンドーD・マックスビルJ・ルディR・ジャクソンM・アルー | 5                      | 左                     | W・ホートン            | 右                     | J・コールマンB・フリーハンI・ブラウンT・テイラーA・ロドリゲスD・マコーリフW・ホートンM・スタンリーA・ケーライン |
| 6                            | 三                           | S・バンドー                  | 右                           | K・ホルツマンG・テナスM・エプ · スタインD・グリーンS・バンドーD・マックスビルJ・ルディR・ジャクソンM・アルー | 6                      | 中                     | M・スタンリー          | 右                     | J・コールマンB・フリーハンI・ブラウンT・テイラーA・ロドリゲスD・マコーリフW・ホートンM・スタンリーA・ケーライン |
| 7                            | 捕                           | G・テナス                    | 右                           | K・ホルツマンG・テナスM・エプ · スタインD・グリーンS・バンドーD・マックスビルJ・ルディR・ジャクソンM・アルー | 7                      | 一                     | I・ブラウン            | 右                     | J・コールマンB・フリーハンI・ブラウンT・テイラーA・ロドリゲスD・マコーリフW・ホートンM・スタンリーA・ケーライン |
| 8                            | 二                           | D・グリーン                  | 右                           | K・ホルツマンG・テナスM・エプ · スタインD・グリーンS・バンドーD・マックスビルJ・ルディR・ジャクソンM・アルー | 8                      | 遊                     | D・マコーリフ          | 左                     | J・コールマンB・フリーハンI・ブラウンT・テイラーA・ロドリゲスD・マコーリフW・ホートンM・スタンリーA・ケーライン |
| 9                            | 投                           | K・ホルツマン                | 右                           | K・ホルツマンG・テナスM・エプ · スタインD・グリーンS・バンドーD・マックスビルJ・ルディR・ジャクソンM・アルー | 9                      | 投                     | J・コールマン          | 右                     | J・コールマンB・フリーハンI・ブラウンT・テイラーA・ロドリゲスD・マコーリフW・ホートンM・スタンリーA・ケーライン |
| 先発投手                     | 先発投手                     | 先発投手                     | 投球                         | K・ホルツマンG・テナスM・エプ · スタインD・グリーンS・バンドーD・マックスビルJ・ルディR・ジャクソンM・アルー | 先発投手               | 先発投手               | 先発投手               | 投球                   | J・コールマンB・フリーハンI・ブラウンT・テイラーA・ロドリゲスD・マコーリフW・ホートンM・スタンリーA・ケーライン |
| K・ホルツマン                | K・ホルツマン                | K・ホルツマン                | 左                           | K・ホルツマンG・テナスM・エプ · スタインD・グリーンS・バンドーD・マックスビルJ・ルディR・ジャクソンM・アルー | J・コールマン          | J・コールマン          | J・コールマン          | 右                     | J・コールマンB・フリーハンI・ブラウンT・テイラーA・ロドリゲスD・マコーリフW・ホートンM・スタンリーA・ケーライン |

### 第4戦 10月11日
- タイガー・スタジアム（ミシガン州デトロイト）

|                              | 1 | 2 | 3 | 4 | 5 | 6 | 7 | 8 | 9 | 10 | R | H  | E |
| ---------------------------- | - | - | - | - | - | - | - | - | - | -- | - | -- | - |
| オークランド・アスレチックス | 0 | 0 | 0 | 0 | 0 | 0 | 1 | 0 | 0 | 2  | 3 | 9  | 2 |
| デトロイト・タイガース       | 0 | 0 | 1 | 0 | 0 | 0 | 0 | 0 | 0 | 3x | 4 | 10 | 1 |

1. 勝利：ジョン・ヒラー（1勝）
2. 敗戦：ジョー・ホーレン（1敗）
3. 本塁打
OAK：マイク・エプスタイン1号ソロ
DET：ディック・マコーリフ1号ソロ
4. 審判
［球審］ドン・デンキンガー
［塁審］一塁: ネスター・チャイラク、二塁: ジョン・ライス、三塁: レッド・フラハーティ
［外審］左翼: ラリー・バーネット、右翼: アート・フランツ
5. 昼間試合  試合時間: 3時間4分  観客: 3万7615人
詳細: MLB.com Gameday / Baseball-Reference.com

| オークランド・アスレチックス | オークランド・アスレチックス | オークランド・アスレチックス | オークランド・アスレチックス | オークランド・アスレチックス                                                                               | デトロイト・タイガース | デトロイト・タイガース | デトロイト・タイガース | デトロイト・タイガース | デトロイト・タイガース                                                                                          |
| ---------------------------- | ---------------------------- | ---------------------------- | ---------------------------- | --- | ---------------------- | ---------------------- | ---------------------- | ---------------------- | --- |
| 打順                         | 守備                         | 選手                         | 打席                         | C・ハンターG・テナスM・エプ · スタインD・グリーンS・バンドーD・マックスビルJ・ルディR・ジャクソンM・アルー | 打順                   | 守備                   | 選手                   | 打席                   | M・ロリッチB・フリーハンN・キャッシュT・テイラーA・ロドリゲスD・マコーリフD・シムズJ・ノースラップA・ケーライン |
| 1                            | 右                           | M・アルー                    | 左                           | C・ハンターG・テナスM・エプ · スタインD・グリーンS・バンドーD・マックスビルJ・ルディR・ジャクソンM・アルー | 1                      | 遊                     | D・マコーリフ          | 左                     | M・ロリッチB・フリーハンN・キャッシュT・テイラーA・ロドリゲスD・マコーリフD・シムズJ・ノースラップA・ケーライン |
| 2                            | 遊                           | D・マックスビル              | 右                           | C・ハンターG・テナスM・エプ · スタインD・グリーンS・バンドーD・マックスビルJ・ルディR・ジャクソンM・アルー | 2                      | 右                     | A・ケーライン          | 右                     | M・ロリッチB・フリーハンN・キャッシュT・テイラーA・ロドリゲスD・マコーリフD・シムズJ・ノースラップA・ケーライン |
| 3                            | 左                           | J・ルディ                    | 右                           | C・ハンターG・テナスM・エプ · スタインD・グリーンS・バンドーD・マックスビルJ・ルディR・ジャクソンM・アルー | 3                      | 左                     | D・シムズ              | 左                     | M・ロリッチB・フリーハンN・キャッシュT・テイラーA・ロドリゲスD・マコーリフD・シムズJ・ノースラップA・ケーライン |
| 4                            | 中                           | R・ジャクソン                | 左                           | C・ハンターG・テナスM・エプ · スタインD・グリーンS・バンドーD・マックスビルJ・ルディR・ジャクソンM・アルー | 4                      | 捕                     | B・フリーハン          | 右                     | M・ロリッチB・フリーハンN・キャッシュT・テイラーA・ロドリゲスD・マコーリフD・シムズJ・ノースラップA・ケーライン |
| 5                            | 三                           | S・バンドー                  | 右                           | C・ハンターG・テナスM・エプ · スタインD・グリーンS・バンドーD・マックスビルJ・ルディR・ジャクソンM・アルー | 5                      | 一                     | N・キャッシュ          | 左                     | M・ロリッチB・フリーハンN・キャッシュT・テイラーA・ロドリゲスD・マコーリフD・シムズJ・ノースラップA・ケーライン |
| 6                            | 一                           | M・エプスタイン              | 左                           | C・ハンターG・テナスM・エプ · スタインD・グリーンS・バンドーD・マックスビルJ・ルディR・ジャクソンM・アルー | 6                      | 中                     | J・ノースラップ        | 左                     | M・ロリッチB・フリーハンN・キャッシュT・テイラーA・ロドリゲスD・マコーリフD・シムズJ・ノースラップA・ケーライン |
| 7                            | 捕                           | G・テナス                    | 右                           | C・ハンターG・テナスM・エプ · スタインD・グリーンS・バンドーD・マックスビルJ・ルディR・ジャクソンM・アルー | 7                      | 二                     | T・テイラー            | 右                     | M・ロリッチB・フリーハンN・キャッシュT・テイラーA・ロドリゲスD・マコーリフD・シムズJ・ノースラップA・ケーライン |
| 8                            | 二                           | D・グリーン                  | 右                           | C・ハンターG・テナスM・エプ · スタインD・グリーンS・バンドーD・マックスビルJ・ルディR・ジャクソンM・アルー | 8                      | 三                     | A・ロドリゲス          | 右                     | M・ロリッチB・フリーハンN・キャッシュT・テイラーA・ロドリゲスD・マコーリフD・シムズJ・ノースラップA・ケーライン |
| 9                            | 投                           | C・ハンター                  | 右                           | C・ハンターG・テナスM・エプ · スタインD・グリーンS・バンドーD・マックスビルJ・ルディR・ジャクソンM・アルー | 9                      | 投                     | M・ロリッチ            | 両                     | M・ロリッチB・フリーハンN・キャッシュT・テイラーA・ロドリゲスD・マコーリフD・シムズJ・ノースラップA・ケーライン |
| 先発投手                     | 先発投手                     | 先発投手                     | 投球                         | C・ハンターG・テナスM・エプ · スタインD・グリーンS・バンドーD・マックスビルJ・ルディR・ジャクソンM・アルー | 先発投手               | 先発投手               | 先発投手               | 投球                   | M・ロリッチB・フリーハンN・キャッシュT・テイラーA・ロドリゲスD・マコーリフD・シムズJ・ノースラップA・ケーライン |
| C・ハンター                  | C・ハンター                  | C・ハンター                  | 右                           | C・ハンターG・テナスM・エプ · スタインD・グリーンS・バンドーD・マックスビルJ・ルディR・ジャクソンM・アルー | M・ロリッチ            | M・ロリッチ            | M・ロリッチ            | 左                     | M・ロリッチB・フリーハンN・キャッシュT・テイラーA・ロドリゲスD・マコーリフD・シムズJ・ノースラップA・ケーライン |

### 第5戦 10月12日
- タイガー・スタジアム（ミシガン州デトロイト）

|                              | 1 | 2 | 3 | 4 | 5 | 6 | 7 | 8 | 9 | R | H | E |
| ---------------------------- | - | - | - | - | - | - | - | - | - | - | - | - |
| オークランド・アスレチックス | 0 | 1 | 0 | 1 | 0 | 0 | 0 | 0 | 0 | 2 | 4 | 0 |
| デトロイト・タイガース       | 1 | 0 | 0 | 0 | 0 | 0 | 0 | 0 | 0 | 1 | 5 | 2 |

1. 勝利：ブルームーン・オドム（2勝）
2. セーブ：ヴァイダ・ブルー（1S）
3. 敗戦：ウッディ・フライマン（2敗）
4. 審判
［球審］ネスター・チャイラク
［塁審］一塁: ジョン・ライス、二塁: ラリー・バーネット、三塁: レッド・フラハーティ
［外審］左翼: アート・フランツ、右翼: ドン・デンキンガー
5. 昼間試合  試合時間: 2時間48分  観客: 5万276人
詳細: MLB.com Gameday / Baseball-Reference.com

| オークランド・アスレチックス | オークランド・アスレチックス | オークランド・アスレチックス | オークランド・アスレチックス | オークランド・アスレチックス                                                                             | デトロイト・タイガース | デトロイト・タイガース | デトロイト・タイガース | デトロイト・タイガース | デトロイト・タイガース                                                                                            |
| ---------------------------- | ---------------------------- | ---------------------------- | ---------------------------- | --- | ---------------------- | ---------------------- | ---------------------- | ---------------------- | --- |
| 打順                         | 守備                         | 選手                         | 打席                         | B・オドムG・テナスM・エプ · スタインD・グリーンS・バンドーD・マックスビルJ・ルディR・ジャクソンM・アルー | 打順                   | 守備                   | 選手                   | 打席                   | W・フライマンB・フリーハンN・キャッシュT・テイラーA・ロドリゲスD・マコーリフD・シムズJ・ノースラップA・ケーライン |
| 1                            | 右                           | M・アルー                    | 左                           | B・オドムG・テナスM・エプ · スタインD・グリーンS・バンドーD・マックスビルJ・ルディR・ジャクソンM・アルー | 1                      | 遊                     | D・マコーリフ          | 左                     | W・フライマンB・フリーハンN・キャッシュT・テイラーA・ロドリゲスD・マコーリフD・シムズJ・ノースラップA・ケーライン |
| 2                            | 遊                           | D・マックスビル              | 右                           | B・オドムG・テナスM・エプ · スタインD・グリーンS・バンドーD・マックスビルJ・ルディR・ジャクソンM・アルー | 2                      | 右                     | A・ケーライン          | 右                     | W・フライマンB・フリーハンN・キャッシュT・テイラーA・ロドリゲスD・マコーリフD・シムズJ・ノースラップA・ケーライン |
| 3                            | 左                           | J・ルディ                    | 右                           | B・オドムG・テナスM・エプ · スタインD・グリーンS・バンドーD・マックスビルJ・ルディR・ジャクソンM・アルー | 3                      | 左                     | D・シムズ              | 左                     | W・フライマンB・フリーハンN・キャッシュT・テイラーA・ロドリゲスD・マコーリフD・シムズJ・ノースラップA・ケーライン |
| 4                            | 中                           | R・ジャクソン                | 左                           | B・オドムG・テナスM・エプ · スタインD・グリーンS・バンドーD・マックスビルJ・ルディR・ジャクソンM・アルー | 4                      | 捕                     | B・フリーハン          | 右                     | W・フライマンB・フリーハンN・キャッシュT・テイラーA・ロドリゲスD・マコーリフD・シムズJ・ノースラップA・ケーライン |
| 5                            | 三                           | S・バンドー                  | 右                           | B・オドムG・テナスM・エプ · スタインD・グリーンS・バンドーD・マックスビルJ・ルディR・ジャクソンM・アルー | 5                      | 一                     | N・キャッシュ          | 左                     | W・フライマンB・フリーハンN・キャッシュT・テイラーA・ロドリゲスD・マコーリフD・シムズJ・ノースラップA・ケーライン |
| 6                            | 一                           | M・エプスタイン              | 左                           | B・オドムG・テナスM・エプ · スタインD・グリーンS・バンドーD・マックスビルJ・ルディR・ジャクソンM・アルー | 6                      | 中                     | J・ノースラップ        | 左                     | W・フライマンB・フリーハンN・キャッシュT・テイラーA・ロドリゲスD・マコーリフD・シムズJ・ノースラップA・ケーライン |
| 7                            | 捕                           | G・テナス                    | 右                           | B・オドムG・テナスM・エプ · スタインD・グリーンS・バンドーD・マックスビルJ・ルディR・ジャクソンM・アルー | 7                      | 二                     | T・テイラー            | 右                     | W・フライマンB・フリーハンN・キャッシュT・テイラーA・ロドリゲスD・マコーリフD・シムズJ・ノースラップA・ケーライン |
| 8                            | 二                           | D・グリーン                  | 右                           | B・オドムG・テナスM・エプ · スタインD・グリーンS・バンドーD・マックスビルJ・ルディR・ジャクソンM・アルー | 8                      | 三                     | A・ロドリゲス          | 右                     | W・フライマンB・フリーハンN・キャッシュT・テイラーA・ロドリゲスD・マコーリフD・シムズJ・ノースラップA・ケーライン |
| 9                            | 投                           | B・オドム                    | 右                           | B・オドムG・テナスM・エプ · スタインD・グリーンS・バンドーD・マックスビルJ・ルディR・ジャクソンM・アルー | 9                      | 投                     | W・フライマン          | 右                     | W・フライマンB・フリーハンN・キャッシュT・テイラーA・ロドリゲスD・マコーリフD・シムズJ・ノースラップA・ケーライン |
| 先発投手                     | 先発投手                     | 先発投手                     | 投球                         | B・オドムG・テナスM・エプ · スタインD・グリーンS・バンドーD・マックスビルJ・ルディR・ジャクソンM・アルー | 先発投手               | 先発投手               | 先発投手               | 投球                   | W・フライマンB・フリーハンN・キャッシュT・テイラーA・ロドリゲスD・マコーリフD・シムズJ・ノースラップA・ケーライン |
| B・オドム                    | B・オドム                    | B・オドム                    | 右                           | B・オドムG・テナスM・エプ · スタインD・グリーンS・バンドーD・マックスビルJ・ルディR・ジャクソンM・アルー | W・フライマン          | W・フライマン          | W・フライマン          | 左                     | W・フライマンB・フリーハンN・キャッシュT・テイラーA・ロドリゲスD・マコーリフD・シムズJ・ノースラップA・ケーライン |